# Пионеры (станция)
Пионеры (в кодификаторах встречается вариант «Пионеры-Сахалинские») — железнодорожная станция Сахалинского региона Дальневосточной железной дороги. Названа по одноимённому селу, в котором расположена.

## История
Станция открыта в 1921 году в составе пускового участка Холмск — Чехов-Сахалинский под названием Хабомай. В 1946 году после перехода станции под контроль СССР станция получила современное название.

## Деятельность
Пассажирское сообщение по станции представлено пригородными дизель-поездами сообщением Холмск-Северный — Чехов (2 пары ежедневно, по понедельникам, пятницам и субботам курсируют до Томари). По указанию раз в две недели назначается грузо-пассажирский поезд Южно-Сахалинск — Холмск, останавливающийся на станции.
Грузовые операции по станции не предусмотрены.